# Agrupación de Mujeres Democráticas
La Agrupación de Mujeres Democráticas es una organización chilena fundada en octubre de 1973, con el objetivo de apoyar a las familias de presos políticos tras el golpe de Estado de 1973.

## Historia
La agrupación partió en los alrededores del Estadio Nacional, donde los familiares de las víctimas del golpe de Estado se agrupaban en busca de una señal o una noticia de sus seres queridos. Dentro de sus fundadoras destaca Olga Poblete e Inés Erazo, ambas activistas por los derechos de las mujeres.
El rol principal que tuvieron durante la Dictadura Militar, fue el de apoyar a las familias de las víctimas. Esto lo hacían a través de reunir alimentos para las familias, pero también asesorando legalmente y sirviendo como mensajeras entre los presos políticos y sus familias.
En 2015, la organización cambia su objetivo para abordar los temas de derechos humanos vigentes, facilitando su divulgación a través de acciones dirigidas a la ciudadanía.

## Impacto
En 2015, en el contexto del día de la Mujer, la organización donó todos sus archivos que dieron cuenta sobre su rol en la lucha contra la dictadura al Museo de la Memoria y los Derechos Humanos. Estos archivos cuentan con cartas, panfletos, invitaciones a actos y varios escritos entre 1973 y el año 2000.
A raíz de su rol en la lucha por los derechos humanos, la historiadora Elizabeth Prudant recopiló sus experiencias en el libro "Y entonces estaban ellas: Memorias de las Mujeres democráticas durante la dictadura".